# Leptopsis ecuadori
Leptopsis ecuadori är en insektsart som beskrevs av Andrej Vasiljevitj Gorochov 2006. Leptopsis ecuadori ingår i släktet Leptopsis och familjen syrsor. Inga underarter finns listade i Catalogue of Life.